# قلعه سیمکان
قلعه سیمکان مربوط به اواخر دوره قاجار است و در شهرستان بوانات، روستای سیمکان واقع شده و این اثر در تاریخ ۱۹ اسفند ۱۳۸۰ با شمارهٔ ثبت ۴۸۱۷ به‌عنوان یکی از آثار ملی ایران به ثبت رسیده‌است.
قبرستان تاریخی، خانه نصیری و قلعه مسکونی سیمکان و درختان کهنسال چنارهای دوازده تایی دیگر آثار تاریخی سیمکان هستند.